# ジェイムズ・ワット国際メダル
ジェイムズ・ワット国際メダル（The James Watt International Medal）は、ジェームズ・ワットの功績を記念して、英国機械学会（Institution of Mechanical Engineers）が機械工学・工業の発展に寄与した人物に授与している賞。1936年に制定され、1937年から隔年で贈られている。

## 著名な受賞者
- 1939年 - ヘンリー・フォード
- 1945年 - フレデリック・ランチェスター
- 1947年 - ステパーン・ティモシェンコ
- 1955年 - イーゴリ・シコールスキイ
- 1961年 - セオドア・フォン・カルマン
- 1965年 - G・I・テイラー
- 1969年 - 島秀雄
- 1977年 - フランク・ホイットル
- 1983年 - クリストファー・コッカレル
- 1991年 - 本田宗一郎
- 1995年 - 豊田英二
- 2012年 - 鍾士元